# Béla Székely
 Béla Székely  (* 1. Juni 1892 in Bethlen, Ungarn; † 9. Dezember 1955 in Chascomús, Argentinien) war ein ungarisch-argentinischer Publizist und Psychologe.
Nach Anfängen im Journalismus wandte er sich in den 1920er Jahren der Psychoanalyse zu und war ein Vertreter des ungarischen Freudomarxismus. 1938 emigrierte er nach Argentinien. Dort wurde er vor allem für die Einführung psychologischer Testverfahren und als Autor des Psychologielexikons Diccionario enciclopédico de la psique (1950) bekannt. Székely setzte Impulse für die Gründung psychologischer Institute und universitärer Studiengänge in mehreren Städten Brasiliens und in Santiago de Chile.

## Die Zeit in Ungarn

### Journalist und zionistischer Aktivist in Siebenbürgen
Béla Székely wurde 1892 als Sohn ungarisch-jüdischer Eltern in Bethlen, Siebenbürgen geboren. Er studierte in Nagyvarad (Großwardein) und Budapest und arbeitete in beiden Städten als Journalist. 1918 gründete er mit Erno Márton die zionistische Zeitung Új Kelet (Neuer Osten), deren erste Ausgabe am 19. Dezember 1918 in Koloszvár (Cluj) erschien. Bis 1919 fungierte er als ihr Herausgeber. Dort schrieb er ebenfalls Beiträge für die links orientierte Zeitung Keleti Újság (Zeitschrift des Ostens) und war Mitbegründer der zionistischen 5 Órai Újság (5 Uhr Zeitung).
In den 20er Jahren war er Organisator und Sekretär der zionistischen Mädchenorganisation AVIVA, die bereits 1929 in 16 Ländern aktiv war. Außerdem war er einer der Gründer und Sekretär der Vereinigung von Schriftstellern der Siebenbürger und Banater Minderheit und im Nationalverband Siebenbürger Juden aktiv. Im Auftrag des Jüdischen Nationalfonds organisierte er die Vereinigung Ungarischer Juden für Palästina (Magyar Zsidók Pro Palesztina Szövetsege). Er war Redakteur der Jewish Telegraphic Agency und hat mehrere Bücher mit jüdischer Thematik ins Ungarische übersetzt.
Auch in seinem eigenen schriftstellerischen Werk widmete er sich (bis Mitte der 20er Jahre) vorzugsweise jüdischen Themen. In der folgenden Zeit war er weiterhin politisch aktiv und außerdem Mitarbeiter der Zeitschriften Documentum und Munkat, die vom Schriftsteller und Künstler Lajos Kassák herausgegeben wurden.
Aufsehen erregte ein Artikel Székelys, der im Jahr 1929 in der Zeitschrift „A Toll“ (Die Feder) erschien. Darin schildert er ein Gespräch mit Stefan Zweig, der gerade von einer Russlandreise zurückgekehrt war und positiv von seinen Erlebnissen berichtete. Die Frage, warum sich in Ungarn kein Schriftsteller fände, der sich gegen die Reaktion im Lande erheben würde, legte Székely Zweig gewissermaßen in den Mund, woraufhin die Zeitschrift 1929 im Straßenverkauf verboten und Anklage erhoben wurde.

### Hinwendung zur Psychologie
1925 erschien in Budapest Székelys erstes psychopädagogisches Werk. Es handelt sich um einen praxisorientiert und allgemeinverständlich verfassten Erziehungsratgeber, der in den 30er Jahren unter dem Titel „Dein Kind. Wegweiser für Eltern und Erzieher über die moderne Kindererziehung auf psychologischer Grundlage“ auch in Deutschland erschien. Székely zeigt sich hier als Vertreter einer an den Bedürfnissen und dem Entwicklungsstand des Kindes orientierten Pädagogik, die Bezug auf das Konzept der mentalité primitive des französischen Ethnologen Lucién Lévy-Brühl nimmt. Seine Beschreibung der kindlichen Entwicklung ist stark von der Individualpsychologie Alfred Adlers beeinflusst, verwendet aber auch Konzepte der Psychoanalyse wie den Kastrations- und den Ödipuskomplex. Bereits hier zeigt sich die für Székely typische eklektische Integration unterschiedlicher theoretischer Ansätze, die ihm zeitlebens die Kritik und Opposition von Dogmatikern aller Couleur einbringen sollte.
Über Székelys praktische Ausbildung in der Psychoanalyse und in der angewandten Psychologie, für die er später in Argentinien bekannt wurde, ist wenig bekannt. Nach Angaben des argentinischen Psychologen und Pädagogen Alfredo Calcagno (1891–1962) arbeitete Székely bei William Stern und Oskar Wiegemann in Hamburg, bei Karl und Charlotte Bühler und Alfred Adler in Wien und bei Paul Ranschburg und István Máday in Budapest.

### Freudomarxismus in Theorie und Praxis: die 1930er Jahre in Budapest
Stark beeinflusst von Wilhelm Reich und der Sex-Pol-Bewegung, suchte auch Székely nach Wegen der Vereinbarkeit von Marxismus und Psychoanalyse. Anfang der 30er Jahre beteiligte er sich mit Vorträgen und Fachartikeln an dieser kontrovers geführten Diskussion und plädierte dafür, die tiefenpsychologische Analyse um eine soziale Interpretation zu erweitern.
Auch in der praktischen Arbeit folgte er der Position Reichs, der in der Unterdrückung der Sexualität eine der wichtigsten und effektivsten Waffen im Klassenkampf sah, und betätigte sich zwischen 1932 und 1938 unter anderem in einer von den Arbeiterorganisationen getragenen Beratungsstelle für sexuelle Probleme in der Jugend. Sein 1935 in Budapest erschienenes Buch „Die Sexualität der Kinderjahre“ stützt sich wohl auf Erfahrungen aus dieser klinischen Praxis und vereinigt Ansätze der Psychoanalyse, der Sexologie, des Marxismus und einer aufklärerischen Pädagogik unter dem Ideal der Psychohygiene, das auch für seine Tätigkeit in Argentinien große Bedeutung bekommen sollte.
Beispielhaft für Székelys epistemologische Offenheit war auch die Zeitschrift „Emberismeret“ (Menschenkenntnis), die er in den 30er Jahren zusammen mit István Kulcsár herausgab. In ihren fünf Nummern, die zwischen 1934 und 1936 erschienen, repräsentierte sie einerseits den ungarischen Freudomarxismus, zeichnete sich aber andererseits dadurch aus, dass in den jeweiligen Themenheften Autoren unterschiedlichster Provenienz und Richtung zu Wort kamen.
Auch wenn sich Székely in den 30er Jahren hauptsächlich der Psychologie zuwandte, beschäftigte er sich auch weiterhin publizistisch mit politischen und sozialen Themen. Großes Aufsehen erregte sein 1936 erschienenes Buch „Az antiszemitizmus története“ (Der Antisemitismus), in dem er das Phänomen historisch, soziologisch und psychologisch deutet. Auch wenn Paul Harmat konstatiert, dass aus „seinem Versuch, die triebpsychologische, gruppentheoretische und marxistisch-politökonomische Analyse unter einen Hut zu bringen […] der Vulgärmarxismus als Sieger hervor[ging]“ verdient es doch Würdigung als ein frühes Beispiel der Beschäftigung mit dem Antisemitismus unter Einbezug einer psychoanalytischen Perspektive.

## Emigration nach Argentinien

### Die Anfänge
Béla Székely und seine Frau Margit (geb. Blum) kamen am 10. Oktober 1938 auf dem Ozeandampfer "Neptunia" aus Triest im Hafen von Buenos Aires an. Mit nach Argentinien brachte er auch seine Bibliothek mit umfangreichen Beständen psychoanalytischer und geisteswissenschaftlicher Schriften.
Innerhalb weniger Monate eignete er sich die spanische Sprache an und nahm Kontakt mit der lokalen Fachwelt auf, in die er vom spanischen Psychologen Emilio Mira y López als „Anhänger der Wiener psychoanalytischen Schule und genauer Kenner der Schriften Alfred Adlers“ eingeführt wurde.
Bis 1940 hatte Székely eine intensive Vortragstätigkeit, unter anderem in der Sociedad de Psciología de Buenos Aires und im „Colegio Libre de Estudios Superiores“. Dort stand er im Austausch mit den namhaften links orientierten Psychologen und Psychiatern der damaligen Zeit, darunter Gregorio Berman, Enrique Pichon Riviere, Jorge Thenon und Emilio Troise.
Seine Werke „Dein Kind…“ und „Der Antisemitismus“ erschienen 1940 in spanischer Übersetzung, letzteres in einer erweiterten Ausgabe, in der er sich bestens informiert über die aktuellen Entwicklungen in Europa zeigt und zudem ein Kapitel über die Geschichte der Juden in Amerika unter besonderer Berücksichtigung Argentiniens anfügt.
1940 fand in Buenos Aires ein erstes informelles Treffen zur Gründung einer psychoanalytischen Vereinigung in Argentinien statt, an dem als einziger Nicht-Arzt auch Béla Székely teilnahm. Székely konnte sich jedoch mit seiner von Wilhelm Reich beeinflussten Auffassung der Psychoanalyse nicht gegen den Führungsanspruch Angel Garmas durchsetzen, der eine schnelle Anerkennung der argentinischen Vereinigung durch die Internationale Psychoanalytische Vereinigung, kurz IPV, erreichen wollte und sich programmatisch stark an Ernest Jones, dem damaligen Präsidenten der IPV orientierte.
Bereits wenige Monate nach dem ersten Treffen kam es zum Zerwürfnis, mit der Folge, dass Székely die Gruppe verließ und die Institutionalisierung der Psychoanalyse in Argentinien, die 1942 durch die Gründung der Asociación Psicoanalítica Argentina (APA) erfolgte, nicht mitvollzog.

### Das „Instituto Freud“
Eine Möglichkeit zu praktischer Betätigung in ergab sich für Székely durch den Zustrom von Emigranten und Flüchtlingen aus Deutschland und Mitteleuropa, der auch in Argentinien seit Mitte der 30er Jahre massive Dimensionen angenommen hatte. 1940 gründete er das „Instituto Freud“, eine Einrichtung für Kinder- und Jugendpsychologie, die den Konzepten der Psychohygiene verpflichtet war und von den jüdischen Hilfsorganisationen ORT und OSE finanziert wurde. Die Geschichte dieses Instituts, das wohl das erste seiner Art in Argentinien, wenn nicht in Lateinamerika war, ist bisher nicht erforscht. Hinweise auf die Arbeit des Instituto Freud finden sich jedoch in den Briefen der aus Deutschland emigrierten Schauspielerin Sadie Müllereisert geb. Leviton, die von August 1941 bis ins Jahr 1942 als Mitarbeiterin Székelys tätig war. Demnach widmete sich das Institut psychologischer Diagnostik, Beratung und Ausbildung und war nicht nur am eigenen Sitz in der Nähe des Hafens, sondern auch in verschiedenen anderen Einrichtungen der von Buenos Aires tätig. Die Arbeit mit Emigrantenkindern, die in einer Art psychopädagogischen Beratungsstelle in der deutschsprachigen Pestalozzi-Schule Buenos Aires erfolgte, nahm zumindest in den ersten Jahren nach der Gründung großen Raum ein.
Anders als die Wahl des Namens vermuten lässt, spielte die Psychoanalyse in der klinischen Praxis eine wohl eher untergeordnete Rolle. Wichtiger war die Individualpsychologie Alfred Adlers und die Diagnostik mit dem Rorschach-Test, den Székely durch die Ausbildung von Studenten und Mitarbeitern sowie durch mehrere Veröffentlichungen in Argentinien bekannt machte.

### Aufenthalt in La Plata
Von 1946 bis 1947 war Székely in La Plata tätig, wo er die „Clínica de conducta Victor Mercante“, gründete und in dem am Gesundheitsministerium angesiedelten Instituto de Minoridad in die Anwendung des Rorschach-Tests einführte.

### Wissenschaft und Publizistik
1940 erschien Székelys erste in spanischer Sprache verfasste Schrift: El psicoanálisis: teoria - aplicación, in dem er seine Auffassung der Psychoanalyse niederlegt. Mit dem 1943 erschienenen Buch „El niño neurótico. Introducción a su reeducación y psicoterápia“ profilierte er sich mit einem weiteren Buch an der Schnittstelle zwischen Psychologie und Erziehungswissenschaften. 1946 machte er mit „De Taylor a Stajanov“ einen Ausflug in die Arbeitswissenschaften. Seine Erfahrungen in der Theorie und Anwendung psychologischer Testverfahren verarbeitete er in dem Standardwerk „Los Tests“, das in zwei Bänden 1946–1948 im Verlag Kapelusz verlegt wurde und bis in die 1960er Jahre die zentralen Referenz zu diesem Thema im spanischsprachigen Amerika war.
Székely war außerdem Herausgeber und Autor des ersten spanischsprachigen Psychologielexikons „Diccionario enciclopedico de la psique“. Es erschien 1950 in Buenos Aires; die zweite, von Székely und seiner Frau Stefanie aktualisierte Auflage wurde kurz nach Székelys Tod im Jahr 1955 veröffentlicht.

### Weitere Tätigkeiten
- Sekretär des JOINT Hilfskomitees der ungarischsprachigen Juden in Argentinien (1945–1946).
- Chefredakteur der in Buenos Aires herausgegebenen ungarischsprachigen Zeitung Jövö („Zukunft“) (1946–1950)

### Die letzten Lebensjahre
Am 23. Oktober 1950 wurde Székely von der Universidade do Salvador (Bahía, Brasilien) die Ehrendoktorwürde verliehen. 1951 reiste er nach Europa, wo er sich in Zürich mit Lipót Szondi, dessen „Schickalsanalyse“ ihn interessierte, und in Berlin Harald Schultz-Hencke austauschte. In den Jahren zwischen 1950 und 53 hielt er sich insgesamt viermal in Brasilien auf, wo er in verschiedenen Städten (Rio de Janeiro, São Paulo, Porto Alegre) Lehrgänge durchführte, Studiengänge konzipierte und Institute und heilpädagogische Beratungsstellen gründete. 1954 schließlich wurde er an die Pontificia Universidad Católica in Santiago de Chile berufen, um ein psychologisches Institut zu gründen, dessen erster Direktor er wurde. Béla Székely starb am 9. Dezember 1955 im Alter von 63 Jahren in einem Hotel im Ferienort Chascomús (Provinz Buenos Aires) an Herzversagen.

## Werke
- Vajúdó ország: könyv az épülő Palesztínáról. Kadima, Cluj 1925.
- Mittelmann ártatlan! Fraternitas Ny, Cluj 1925.
- Szedzsera: kis somér-dráma. Korvin Ny, Wien 1926.
- A Te gyereked...: a modern gyermeknevelés kézikönyve. Bibliotéka, Budapest 1934.
- A gyermekévek sexualitása. Pantheon, Budapest 1935.
- Az antiszemitizmus pszichoanalízise. Kellner Ny, Budapest 1936.
- Az antiszemitizmus és története. Tabor, Budapest 1936.
- Dein Kind. Wegweiser für Eltern und Erzieher über die moderne Kindererziehung auf psychologischer Grundlage. Deuticke, Leipzig / Wien 1937.
- Del niño al hombre : Guia para los padres y maestros sobre la educación de los niños: moderno tratado de psicologia infantil. Claridad, Buenos Aires 1940.
- El antisemitismo : su historia, su sociologia, su psicologia; trad. Olivier Brachfeld. Claridad, Buenos Aires 1940.
- El psicoanálisis : teoria – aplicación. Colegio Libre de Estudios Superiores, Buenos Aires 1940.
- Das Emigrantenkind. In: Jüdische Wochenschau. 2, Nº 48, (21. März 1941) Buenos Aires 1940.
- La Evolución Sexual de la Infancia : tratado psicoanalítico Sobre la Educación y la Higiene Sexual. Claridad, Buenos Aires 1941.
- El niño neurotico : introduccion a su reeducación y psicoterapia. El Atenéo, Buenos Aires 1943.
- De Taylor a Stajanov. Calomino, La Plata 1946.
- Los tests : manual de pruebas psicométricas de inteligencia y de aptitudes. Kapelusz, Buenos Aires 1946.
- Teoria y practica del psicodiagnostico de Rorschach. El Atenéo, Buenos Aires 1947.
- Los Tests : manual de pruebas psicométricas de inteligencia y de aptitudes, 2. ed. con correcciones y ampliaciones. Kapelusz, Buenos Aires 1948.
- Diccionario enciclopedico de la psique. Claridad, Buenos Aires 1950.
- El proceso de Nuremberg. Las investigaciones psicológicas del punto de vista médico legal. Archivo de Medicina Legal, Buenos Aires 1950.